# Cristograma

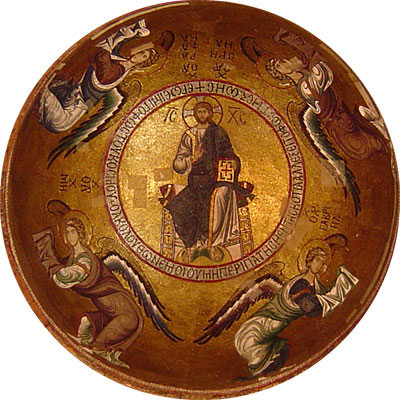
Icono del Cristo Pantocrátor con el cristograma ΙϹ ΧϹ a cada lado de la cabeza de Cristo.

Un cristograma es un monograma o combinación de letras que forma una abreviación del nombre de Jesucristo, tradicionalmente utilizado como símbolo cristiano. Como en el caso del crismón, el término «cristograma» proviene de la frase latina Christus monogramma, que significa 'Monograma de Cristo'.  Diferentes tipos de cristogramas son asociados a los diversas tradiciones del Cristianismo, por ejemplo, el monograma IHS se refiere a las primeras tres letras del nombre de Jesús (ΙΗΣΟΥΣ /  Ἰησοῦς) en griego koiné: ΙΗΣ, y ΙC ΧC, a Jesús Cristo.